# Höreda församling
Höreda församling är en församling i Smålandsbygdens kontrakt i Linköpings stift inom Svenska kyrkan. Församlingen ingår i Södra Vedbo pastorat och ligger i Eksjö kommun i Jönköpings län.
Församlingskyrka är Höreda kyrka och Kulla kapell.

## Administrativ historik
Församlingen har medeltida ursprung.
Församlingen utgjorde tidigt ett eget pastorat för att sedan fram till 1500-talet bilda pastorat med Eksjö församling. Från 1500-talet till 1962 var församlingen moderförsamling i pastoratet Höreda och Mellby. Detta pastorat utökades 1962 med Hults och Edshults församlingar. Från 2014 ingår församlingen i Södra Vedbo pastorat.

## Kyrkoherdar
Lista över kyrkoherdar i Höreda församling.
| Ämbetstid | Namn                    | Levnadstid | Övrigt                                      |
| --------- | ----------------------- | ---------- | ------------------------------------------- |
| 1395      | Siggo Magnusson         |            | Kontraktsprost.                             |
| 1477      | Laurentius              |            |                                             |
| 1522–1541 | Jonas Ingevaldi         | –1541      |                                             |
| 1542–1558 | Magnus Laurentii        | –1558      | Kontraktsprost.                             |
| 1560-1591 | Petrus Petri Svenske    | 1531-1591  | Kyrkoherde.                                 |
| 1592-1602 | Johannes Brask          | 1565-1602  | Kyrkoherde.                                 |
| 1603-1645 | Petrus Skarp            | 1567-1645  | Kyrkoherde.                                 |
| 1647-1652 | Carolus Wigius          | -1652      | Kyrkoherde.                                 |
| 1653-1683 | Olavus Jeremiæ Dahlman  | 1624-1683  | Kyrkoherde och prost.                       |
| 1683-1697 | Johannes Tzander        | 1640-1697  | Kyrkoherde.                                 |
| 1698-1713 | Emundus Wettrenius      | 1645-1713  | Kyrkoherde.                                 |
| 1714-1757 | Nicolaus Sjöstedt       | 1682-1757  | Kyrkoherde, prost och kontraktsprost.       |
| 1759-1790 | Jonas Roth              | 1707-1790  | Kyrkoherde och prost.                       |
| 1791-1819 | Carl Anders Hertzman    | 1746-1819  | Kyrkoherde och prost.                       |
| 1822–1827 | Anders Peter Segersteen | 1778–1849  | Senare kyrkoherde i Kättilstads församling. |
| 1826–1863 | Peter Reinhold Svensson | 1789–1877  | Kyrkoherde och prost.                       |
| 1875–1905 | Carl Gustafsson         | 1831–1905  | Kontraktsprost.                             |
| 1975–1984 | Lars Falkfors           | 1943-      | [ 7 ]                                       |

## Klockare, kantor och organister
| Ämbetstid | Namn                  | Levnadstid | Övrigt                        |
| --------- | --------------------- | ---------- | ----------------------------- |
| 1695-1708 | Per                   |            | Klockare                      |
| 1710-1716 | Samuel                |            | Klockare                      |
| 1742-1768 | Carl                  |            | Klockare                      |
| 1770-1774 |                       |            | Tjänsten var inte tillsatt.   |
| 1775-1818 | Isac Björnander       | 1755-      | Klockare                      |
| 1819-1827 | Isak Magnus Ahlstrand | 1789-      | Klockare                      |
| 1827-1860 | Jonas Hedström        | 1806-1860  | Organist, klockare och kantor |
| 1861-1872 | Carl August Holmström | 1836-      | Organist och klockare         |